# 涅夫勒河畔拉塞勒
涅夫勒河畔拉塞勒（法語：La Celle-sur-Nièvre，法語發音：[la sɛl syʁ njɛvʁ]）是法国涅夫勒省的一个市镇，属于卢瓦尔河畔科讷库尔区。

## 地理
涅夫勒河畔拉塞勒（47°12'20"N, 3°13'9"E）面积12.95 平方千米，位于法国勃艮第-弗朗什-孔泰大區涅夫勒省，该省份为法国中部省份，北至约讷省，西北接卢瓦雷省，西接谢尔省，南至阿列省，东南接索恩-卢瓦尔省，东临科多尔省。
与涅夫勒河畔拉塞勒接壤的市镇（或旧市镇、城区）包括：阿尔布尔斯、博蒙拉费里耶尔、沙奈、涅夫勒河畔栋皮埃尔、米尔兰。

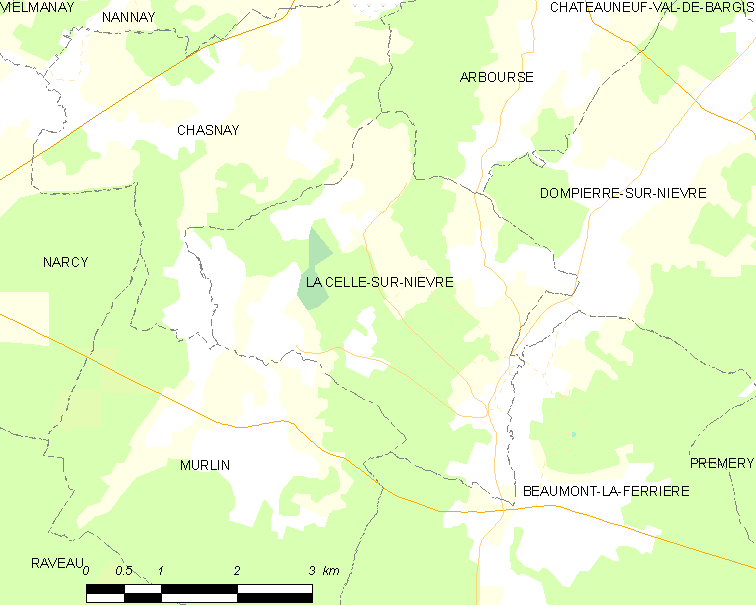
涅夫勒河畔拉塞勒的OSM定位图

涅夫勒河畔拉塞勒的时区为UTC+01:00、UTC+02:00（夏令时）。

## 行政
涅夫勒河畔拉塞勒的邮政编码为58700，INSEE市镇编码为58045。

## 政治
涅夫勒河畔拉塞勒所属的省级选区为卢瓦尔河畔拉沙里泰县。

## 人口

1962-2008年间涅夫勒河畔拉塞勒人口变化图示

涅夫勒河畔拉塞勒于2022年1月1日时的人口数量为155人。